# Caralluma baradii
Caralluma baradii är en oleanderväxtart som beskrevs av J.J. Lavranos. Caralluma baradii ingår i släktet Caralluma och familjen oleanderväxter. Inga underarter finns listade i Catalogue of Life.